# Monte Cistella
Il monte Cistella (2880 m s.l.m.) è una montagna delle Alpi del Monte Leone e del San Gottardo nelle Alpi Lepontine.

## Descrizione

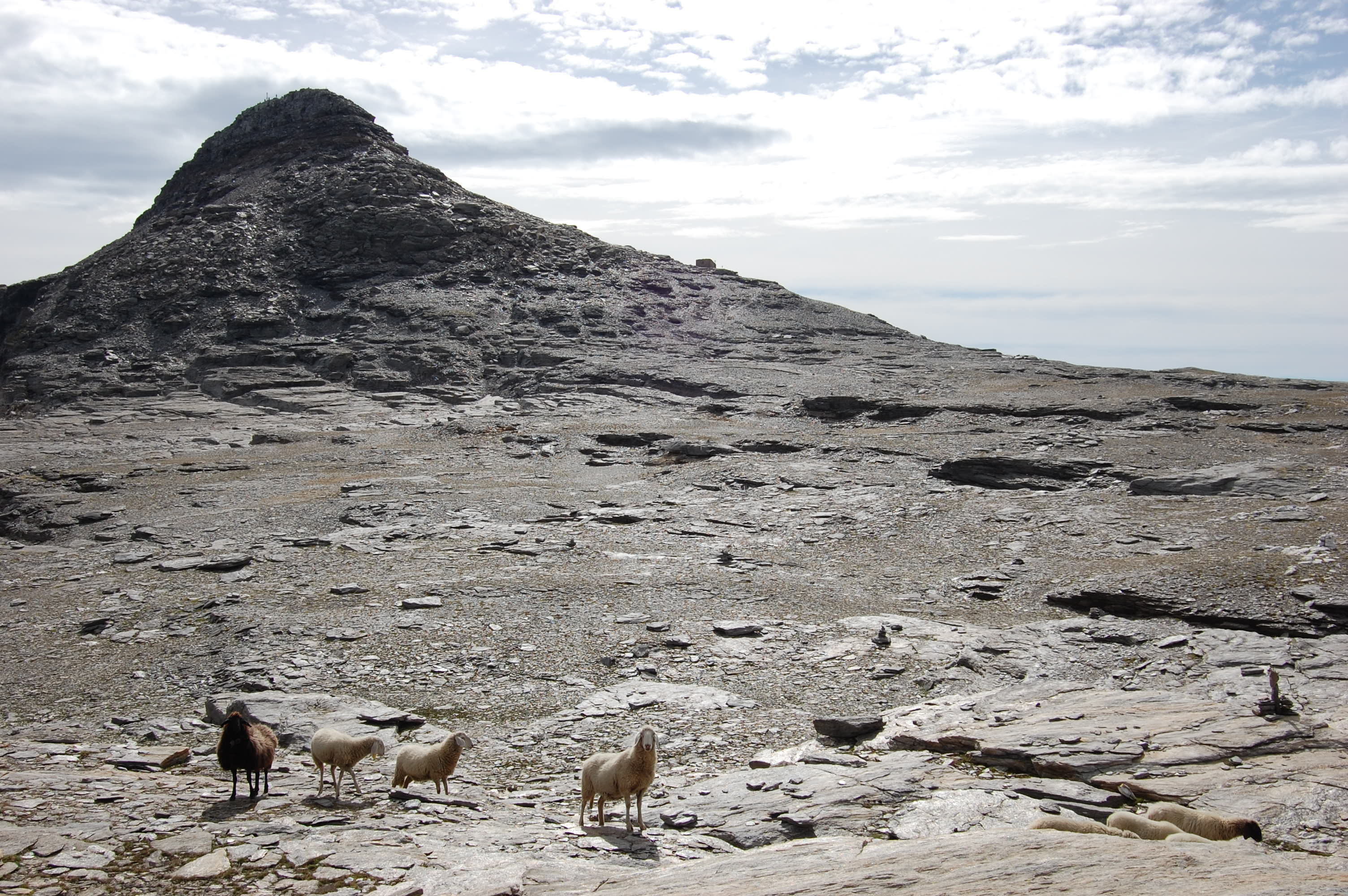
La cima del monte Cistella, sul crinale destro il bivacco Giovanni Leoni

Si trova nell'Ossola tra la val Cairasca e la valle Devero non lontano dal pizzo Diei. Un utile punto d'appoggio per la salita alla vetta è il bivacco Giovanni Leoni (2803 m s.l.m.).

## Storia
Al monte Cistella sono legate antiche leggende, secondo le quali la zona era frequentata dal diavolo e dalle streghe.

## Accesso alla vetta
Il monte Cistella si può raggiungere dall'Alpe Ciamporino (1958 m), alla quale volendo si può arrivare con una seggiovia che parte da San Domenico di Varzo (1420 m). La salita può essere concatenata con quella del vicino pizzo Diei.

## Punti di appoggio
- Bivacco Giovanni Leoni (CAI di Domodossola, 2803 m s.l.m.), alla base del Cistella.